# Colla Castellera de Sant Pere i Sant Pau

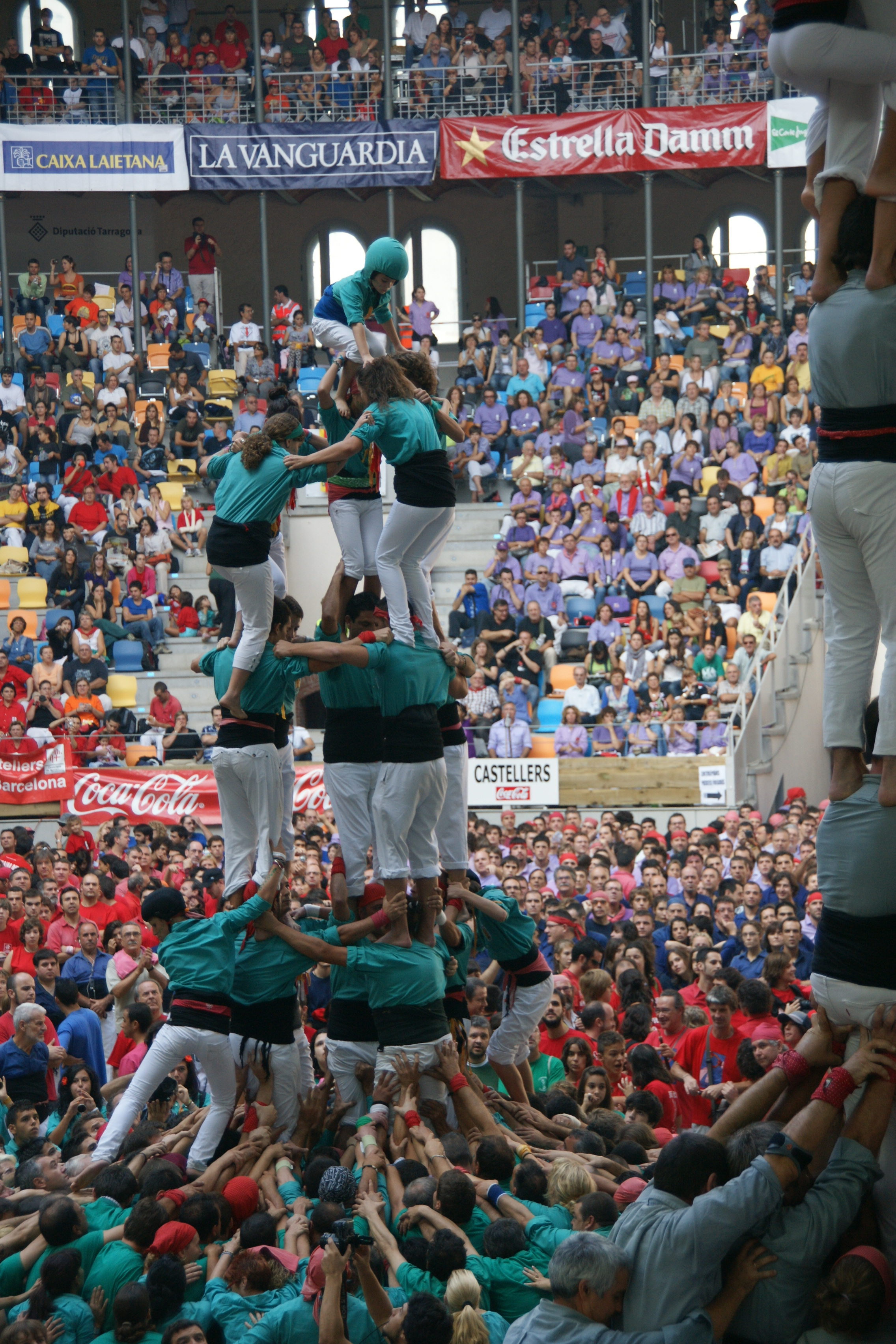
4 de 7 amb l'agulla al XXIII Concurs de castells de Tarragona (2010)

La Colla Castellera de Sant Pere i Sant Pau és una colla castellera del barri tarragoní de Sant Pere i Sant Pau fundada el 1990. El color de la seva camisa és el verd, i el seu local social i d'assaig es troba al carrer A del barri cooperativista de Sant Pere i Sant Pau. Els màxims castells de la colla són el 5 de 8, el pilar de 7 amb folre, el 2 de 8 amb folre, el 3 de 8 i el 4 de 8. La seva millor diada històrica, a Santa Tecla el 2017 i al Catllar el 2018, ajunta la clàssica de 8 i el pd7f.

## Història

### Orígens de la colla (1990)
El mes de novembre de 1990 van fer els primers castells amb roba de carrer, i per la diada de Sant Jordi de 1991 es van presentar oficialment a la ciutat de Tarragona.
La colla es va anar movent per la gamma dels castells de set pisos fins que l'any 1995 van aconseguir carregar el 4 de 8, al cinquè aniversari de la colla, i també van carregar el 2 de 7 per Sant Joan. Els anys següents, tot i intentar-ho en diverses ocasions, no van aconseguir repetir ni millorar la fita del carro gros carregat i es van haver de mantenir en la gamma de castells de set.
No va ser fins a l'any 2012 que van aconseguir descarregar per primera vegada el 2 de 7, el dia 23 de setembre, mentre que l'any 2013, i en el marc de la Diada de Santa Tecla, els Castellers de Sant Pere i Sant Pau van tornar a intentar el 4d8, sense carregar-lo.

### Consolidant els castells de 8 (2014-2016)[calcitació]
El 2014 va ser un dels millors anys de la història de la colla, perquè va encadenar l'estrena de dos dels seus castells límit. A principis de juny van carregar a Tarragona el primer pilar de 6 del seu historial, que descarregarien dos mesos més tard a la Diada de Sant Jaume a la Pineda. I la Diada de Sant Magí va veure el primer 3 de 8 carregat de la colla, que descarregarien per primera vegada al XXV Concurs de Castells, on ocuparien la 21a posició.
Encara sense haver descarregat el 4 de 8, el podrien tornar a intentar fins un any més tard, a la Diada de Santa Tecla del 2015 i just vint anys després de carregar el primer. En aquesta diada van completar la seva primera clàssica de 8 i la millor actuació fins al moment, sense pilar.

### Arriben els folres (2016-)[calcitació]
El 2016, i després d'haver signat una nova millor actuació històrica per Sant Magí (clàssica de 8 i pilar de 6), va ser l'any del primer folre de la colla tarragonina. El 7 de novembre, a la Diada de colles del sud a Vila-seca, els Castellers de Sant Pere i Sant Pau van descarregar al primer intent el pilar de 7 amb folre. Però els seus millors castells no els unirien fins a la Diada de Santa Tecla del 2017, amb la clàssica de 8 i el pilar de 7 folrat. El juliol del 2018, en una diada al Catllar, repetirien aquesta mateixa actuació.
La diada de Sant Magí el 2018, en el seu primer intent i a la primera ronda, van descarregar el primer castell (no pilar) folrat, el 2 de 8 amb folre, en una diada en què va quedar en intent el pilar de 7 amb folre, la primera vegada que no l'assolien.
El 5 d'octubre de 2024, en la jornada de dissabte del XXIX Concurs de castells de Tarragona, la colla descarregà per primera vegada el 5 de 8, en el primer intent que feien a aquest castell.

## Estructures assolides

### Estrenes
La taula següent mostra la data, diada i plaça en què la Colla Castellera de Sant Pere i Sant Pau carregà i/o descarregà per primera vegada els diferents castells que han assolit:
| Castell              | Carregat                | Diada                   | Plaça                        | Descarregat            | Diada                                 | Plaça                          |
| -------------------- | ----------------------- | ----------------------- | ---------------------------- | ---------------------- | ------------------------------------- | ------------------------------ |
| 4 de 7 amb l'agulla  | Directament descarregat | Directament descarregat | Directament descarregat      | 6 d'agost de 1994      | Diada al barri Horts de Simó          | Reus                           |
| 5 de 7               | Directament descarregat | Directament descarregat | Directament descarregat      | 19 d'agost de 1994     | Diada de Sant Magí                    | Plaça de les Cols, Tarragona   |
| 3 de 7 amb l'agulla  | Directament descarregat | Directament descarregat | Directament descarregat      | 23 de setembre de 2009 | Diada de Santa Tecla                  | Plaça de la Font, Tarragona    |
| 2 de 7               | 24 de juny de 1995      | Diada de Sant Joan      | Plaça de la Font, Tarragona  | 23 de setembre de 2012 | Diada de Santa Tecla                  | Plaça de la Font, Tarragona    |
| 4 de 8               | 10 de juny de 1995      | Diada del 5è aniversari | Tarragona                    | 23 de setembre de 2015 | Diada de Santa Tecla                  | Plaça de la Font, Tarragona    |
| p de 6               | 1 de juny de 2014       | Diada del Local         | Tarragona                    | 26 de juliol de 2014   | Diada de Sant Jaume a la Pineda       | Vila-seca                      |
| 7 de 7               | Directament descarregat | Directament descarregat | Directament descarregat      | 28 de juny de 2014     | Diada de Sant Pere i Sant Pau         | Tarragona                      |
| 3 de 8               | 19 d'agost de 2014      | Sant Magí               | Plaça de les Cols, Tarragona | 4 d'octubre de 2014    | XXV Concurs de castells de Tarragona  | Tarraco Arena Plaça, Tarragona |
| 5 de 7 amb l'agulla  | Directament descarregat | Directament descarregat | Directament descarregat      | 7 de juny de 2016      | Festa Major de La Fatarella           | La Fatarella                   |
| pilar de 7 amb folre | Directament descarregat | Directament descarregat | Directament descarregat      | 7 de novembre de 2016  | Diada de colles del Sud               | Vila-seca                      |
| 2 de 8 amb folre     | Directament descarregat | Directament descarregat | Directament descarregat      | 19 d'agost de 2018     | Diada de Sant Magí                    | Tarragona                      |
| 5 de 8               | Directament descarregat | Directament descarregat | Directament descarregat      | 5 d'octubre de 2024    | XXIX Concurs de castells de Tarragona | Tarragona                      |

### Historial
| Resultat              |
| --------------------- |
| Descarregat (D)       |
| Carregat (C)          |
| Intent (I)            |
| Intent desmuntat (ID) |

Actualitzat a la pretemporada 2018
Aquesta és la llista dels castells i pilars (castells de 7 bàsics i superiors) que han intentat els tarragonins des de l'any de la seva creació, ordenats per dificultat segons la Taula de Puntuacions del Concurs de Castells. El castell que han portat més vegades a plaça i que han descarregat més cops és el 3 de 7: 
| Colla                | Resultats globals | Resultats globals | Resultats globals | Resultats globals | Total | Resultats parcials | Resultats parcials | Resultats parcials |
| Colla                | D                 | C                 | I                 | ID                | Total | Assolit (D+C)      | No assolit (I+ID)  | Caigudes (C+I)     |
| -------------------- | ----------------- | ----------------- | ----------------- | ----------------- | ----- | ------------------ | ------------------ | ------------------ |
| 4 de 7               | 145               | 2                 | 2                 | 28                | 174   | 144                | 30                 | 4                  |
| 3 de 7               | 256               | 6                 | 14                | 34                | 307   | 259                | 48                 | 20                 |
| 4 de 7 amb l'agulla  | 98                | 2                 | 9                 | 21                | 122   | 92                 | 30                 | 11                 |
| 3 de 7 amb l'agulla  | 59                | 1                 | 5                 | 9                 | 68    | 54                 | 14                 | 6                  |
| 5 de 7               | 76                | 4                 | 6                 | 14                | 91    | 71                 | 20                 | 10                 |
| 7 de 7               | 7                 | 0                 | 0                 | 1                 | 8     | 7                  | 1                  | 0                  |
| 5 de 7 amb l'agulla  | 1                 | 0                 | 0                 | 0                 | 1     | 1                  | 0                  | 0                  |
| pilar de 6           | 31                | 4                 | 6                 | 1                 | 35    | 28                 | 7                  | 10                 |
| 2 de 7               | 59                | 8                 | 18                | 0                 | 80    | 58                 | 22                 | 26                 |
| 4 de 8               | 11                | 1                 | 9                 | 4                 | 21    | 8                  | 13                 | 10                 |
| 3 de 8               | 26                | 2                 | 0                 | 1                 | 20    | 19                 | 1                  | 2                  |
| pilar de 7 amb folre | 4                 | 1                 | 0                 | 0                 | 4     | 4                  | 0                  | 1                  |
| Total                | 714               | 31                | 69                | 117               | 931   | 745                | 186                | 100                |
| Percentatge          | 76,8%             | 3,3%              | 7,4%              | 12,6%             | 100%  | 80%                | 20%                | 10,7%              |

## Concurs de Castells
Actualitzat a la pretemporada 2018
La Colla castellera de Sant Pere i Sant Pau ha participat en nou edicions del Concurs de castells de Tarragona, on té dret a participar, ja que és una de les colles locals. Tot i això, no sempre han utilitzat la carta de colla tarragonina per participar en la jornada de Tarragona.

### Classificació[calcitació]
Els millors castells dels Castellers de Sant Pere i Sant Pau al Concurs són el 2 de 7 (3 descarregats), el 3 de 8 (2 descarregats) i el 4 de 8 (1 descarregat). A continuació hi ha la llista de les participacions dels tarragonins al Concurs (en negreta són els castells que comptabilitzen): 
| Any  | Edició                                 | Actuació                                                 | Punts   | Posició |
| ---- | -------------------------------------- | -------------------------------------------------------- | ------- | ------- |
| 1992 | XIV Concurs de Castells de Tarragona   | 3d7 (i), 2 de 6, 3 de 7, 4 de 7                          | 1090 p. | 13/20   |
| 1994 | XV Concurs de Castells de Tarragona    | 4d8 (i), 5 de 7, 4 de 7 amb l'agulla, 4d8 (i) 3 de 7     | 4340 p. | 10/23   |
| 1996 | XVI Concurs de Castells de Tarragona   | 5 de 7, 4d8 (i), 4 de 7 amb l'agulla, 3 de 7, pd6 (i)    | 4337 p. | 14/18   |
| 1998 | XVII Concurs de Castells de Tarragona  | 5 de 7, 4 de 7 amb l'agulla, 3 de 7, 2d7 (i)             | 4340 p. | 15/18   |
| 2000 | XVIII Concurs de Castells de Tarragona | 3 de 7, 5d7 (i), 4 de 7, 2d7 (i)                         | 2180 p. | 18/18   |
| 2002 | XIX Concurs de Castells de Tarragona   | 3 de 7, 4d7a (i), 4d7a (i), 5 de 7, 2d7 (i)              | 2900 p. | 18/18   |
| 2004 | XX Concurs de Castells de Tarragona    | 3 de 7, 4d7a (i), 4 de 7                                 | 2180 p. | 17/18   |
| 2006 | XXI Concurs de Castells de Tarragona   | 3 de 7, 5d7 (i), 4 de 7, 2d7 (i)                         | 24 p.   | 18/18   |
| 2008 | XXII Concurs de Castells de Tarragona  | 4 de 7 amb l'agulla, 3d7a (id), 4 de 7, 3 de 7, 2d7 (id) | 403 p.  | 18/18   |
| 2010 | XXIII Concurs de Castells de Tarragona | 4 de 7 amb l'agulla, 5d7 (i), 5 de 7, 3d7a (i), 2d7 (i)  | 330 p.  | 14/14   |
| 2012 | XXIV Concurs de Castells de Tarragona  | 3 de 7 amb l'agulla, 2 de 7, 5 de 7                      | 764 p.  | 23/32   |
| 2014 | XXV Concurs de Castells de Tarragona   | 2 de 7, 3 de 8, 7 de 7                                   | 1255 p. | 21/41   |
| 2016 | XXVI Concurs de Castells de Tarragona  | 2 de 7, 3 de 8, 4 de 8                                   | 1410 p. | 20/45   |

### Castells
Aquest quadre indica les estructures (castells de 7 bàsics en amunt) que han portat els Castellers de Sant Pere i Sant Pau a les seves nou participacions en el Concurs de castells de Tarragona. Cal destacar que no hi ha cap castell que quedés carregat.
|                     | D  | C | I  | ID | TOTAL |
| ------------------- | -- | - | -- | -- | ----- |
| 4 de 7              | 5  | 0 | 0  | 0  | 5     |
| 3 de 7              | 9  | 0 | 1  | 1  | 11    |
| 4 de 7 amb l'agulla | 5  | 0 | 1  | 2  | 8     |
| 3 de 7 amb l'agulla | 1  | 0 | 0  | 1  | 2     |
| 5 de 7              | 6  | 0 | 2  | 1  | 9     |
| 7 de 7              | 1  | 0 | 0  | 0  | 1     |
| 2 de 7              | 3  | 0 | 5  | 1  | 9     |
| pilar de 6          | 0  | 0 | 1  | 0  | 1     |
| 4 de 8              | 1  | 0 | 2  | 1  | 4     |
| 3 de 8              | 2  | 0 | 0  | 0  | 2     |
| TOTAL               | 33 | 0 | 12 | 7  | 57    |